# Therobia japonica
Therobia japonica là một loài ruồi trong họ Tachinidae.